# Norman Briski
Naum Briski, conegut artísticament com Norman Briski (Santa Fe, 2 de gener de 1938), és un primer actor, dramaturg, director de teatre i cinema argentí. És un dels actors més destacats de la seva generació, amb una extensa carrera principalment en cinema i teatre. Té dues filles bessones que van néixer a l'agost de 2015, anomenades Sibelina i Galatea.

## Biografia
Briski va néixer a Santa Fe en una família d'origen jueu i va créixer a la ciutat de Còrdova, on va començar a interessar-se per l'actuació i en 1955 va debutar amb l'obra La farsa del señor corregidor. En els anys seixanta es va donar a conèixer al públic massiu per la seva actuació en publicitats de televisió i les seves presentacions en el ja desaparegut Instituto Di Tella.
Va obtenir un sonat èxit amb la pel·lícula La fiaca (1969), de Fernando Ayala, coprotagonitzada per Norma Aleandro Norma Aleandro.
El 1975, amenaçat per la Triple A (Alianza Anticomunista Argentina) degué exiliar-se en Espanya, on va ser convocat pel director Carlos Saura, obtenint gran èxit amb el film Elisa, vida mía (1977). En 1983 va tornar a l'Argentina, reprenent la seva carrera allí i dedicant-se també a la política.
El 1987 funda el Teatro Calibán de Buenos Aires i n’és el seu director fins a l'actualitat.
Va ser parella de Nacha Guevara, mare del seu fill Gastón. Té dues filles majors, Olinda i Catalina. Va ser papà novament juntament amb Eliana Wassermann de les seves bessones Sibelina i Galatea (n. 24 d'agost de 2015). La seva neboda va ser l’actrio Mariana Briski (1965-2014).

## Filmografia

### Televisió
- Otros pecados (2019) com Raúl Rodríguez (Episodi 1).
- Mi hermano es un clon (2018-2019) com Alejandro Figueroa.
- La pulsera (2017) com El Viejo.
- La última hora (2016) com El Jefe.
- La casa del mar (2016-2017) com Pedro López.
- En terapia (2014)
- Babylon (2012) com comissari retirado Lauro Das Pedras.
- Actuando por un sueño
- Los Sónicos
- Los Únicos
- Tratame bien
- Uno más uno
- Sin condena
- La bonita página
- Bajamar, per la que va obtenir el premi Martín Fierro.
- Primicias
- Tiempo final, pel que va rebre el segon Martín Fierro.
- Botines
- Una familia especial
- Mujeres de nadie
- Bendita vida
- Mujeres asesinas
- Epitafios
- Los machos de América
- Resistiré (2003)
- Vulnerables (1999)
- Naranja y media (1997)
- Charly, días de sangre, telefilm de 1990, dir. Carlos Galettini.
- Socorro! Quinto año

### Cinema
Actor
- 1967: Cómo seducir a una mujer de Ricardo Alventosa
- 1968: Psexoanálisis, de Héctor Olivera
- 1969: La fiaca, de Fernando Ayala
- 1969: El bulín de Ángel Acciaresi
- 1970: La guita, de Fernando Ayala
- 1971: Los neuróticos, de Héctor Olivera
- 1971: Juguemos en el mundo, de María Herminia Avellaneda
- 1971: Disputas en la cama, de Mario David
- 1973: Luces de mis zapatos, de Luis Puenzo
- 1977: Elisa, vida mía, de Carlos Saura
- 1979: El corazón del bosque, de Manuel Gutiérrez Aragón
- 1979: Mamá cumple cien años, de Carlos Saura
- 1985: Los días de junio, de Alberto Fischerman
- 1986: Soy paciente, de Rodolfo Corral
- 1990: Charly, días de sangre, de Carlos Galettini (video)
- 1991: De regreso (El país dormido), de Gustavo Postiglione
- 1992: La peste, de Luis Puenzo
- 1995: Hijo del río, de Ciro Cappellari
- 1996: Juntos, in any way, de Rodrigo Grande (curtmetratge)
- 1997: El impostor, de Alejandro Maci
- 1998: La cruz, de Alejandro Agresti
- 1998: La sonámbula, recuerdos del futuro, de Fernando Spiner
- 2000: Sin querer, de Ciro Cappellari
- 2000: El astillero, de David Lipszyc
- 2001: El amor y el espanto, de Juan Carlos Desanzo
- 2004: La mina, de Víctor Laplace
- 2007: La peli, de Gustavo Postiglione
- 2007: La mirada de Clara, de Pablo Torre
- 2009: Los chicos desaparecen, de Marcos Rodríguez.
- 2012: 5.5.5, de Gustavo Giannini
- 2014: Betibú, de Miguel Cohan
- 2016: Me casé con un boludo, de Juan Taratuto
- 2018: El amor menos pensado, de Juan Vera
- 2019: La misma sangre, de Miguel Cohan
- 2022: Granizo, de Marcos Carnevale
- 2022: Argentina, 1985 de Santiago Mitre
- TBA: Guía para muertos recientes, de Eugenio Zanetti

Director
- 2021: 98.1

### Teatre
- Alfalfa
- Rebatibles
- Cena incluida
- Con la cabeza bajo el agua
- El astronauta
- Fin de siglo
- Familia S.A
- Verde oliva
- Las primas
- No te vayas, con amor o sin él
- El barro se subleva
- Nagasaki de memoria
- La conducta de los pájaros
- Vidé la muerte móvil
- La conducta de los pájaros
- Al Lector
- La medicina: Tomo I
- Unificio
- 9.81

### Director
- 9.81 (2021)

## Autor
- Alfalfa
- Rebatibles
- Cena incluida
- Con la cabeza bajo el agua
- El astronauta
- Fin de siglo
- Familia S.A
- Verde oliva
- Las primas
- No te vayas, con amor o sin él
- El barro se subleva
- "La conducta de los pájaros"
- "Vide la muerte móvil"

## Llibres publicats
- Teatro del actor: obras de Norman Briski. Atuel, 1996.
- Teatro del actor, 2. Instituto Nacional del Teatro, 2005.
- De Octubre a Brazo Largo. Ed. Madres de Plaza de Mayo. 2005
- Teatrobrik: cinco obras de teatro y un guion televisivo. RCL Río Cultura, 2008.
- "Nagasaki de memoria" - "El Barro se subleva". Ed. Dunken. 2011. * No te vayas, con amor o sin él. Losada, 2011.
- Cuentos para el Coco. Dunken, 2012.
- Norman Briski. Mi política vida. Entrevista a fondo con el periodista Carlos Aznárez. Ed. Dunken, 2013.
- Guerrilla para la Paz. Ed. Dunken, 2016.
- +5. Ed. Dapertutto, 2021.
- 9.81-La historieta. Ed. Dapertutto, 2022.

## Premis i nominacions
| Any  | Obra                                  | Director | Escriptor | Actor | Notes                                                          |
| ---- | ------------------------------------- | -------- | --------- | ----- | -------------------------------------------------------------- |
|      | La fiaca                              |          |           |       |                                                                |
|      | Rosencrantz y Guildenstern han muerto |          |           |       |                                                                |
|      | Otros paraísos                        |          |           |       |                                                                |
|      | Fin de siglo                          | Sí       | Sí        |       |                                                                |
|      | El alquiler de la sombra              | Sí       | Sí        |       |                                                                |
|      | Solo brumas                           | Sí       |           |       |                                                                |
|      | La Posta de los Generales             | Sí       | Sí        |       |                                                                |
|      | No te Vayas con Amor o sin Él         | Sí       | Sí        |       |                                                                |
|      | El barro se subleva                   | Sí       | Sí        |       |                                                                |
|      | Unificio                              | Sí       | Sí        |       |                                                                |
| 2018 | Al lector                             | Sí       | Sí        |       |                                                                |
| 2018 | Vidé/la muerte Móvil                  | Sí       |           |       |                                                                |
| 2018 | La conducta de los pájaros            | Sí       | Sí        |       | Escrita amb Vicente Muleiro, amb música original de Fito Páez. |

| Any  | Premi               | Categoria                                   | Programa                           | Resultat  |
| ---- | ------------------- | ------------------------------------------- | ---------------------------------- | --------- |
| 2001 | Premi Martín Fierro | participació especial en ficció             | Tiempo final                       | Guanyador |
| 2001 | Premi Clarín        | obra de teatre d’autor argentí              | Rebatibles                         | Guanyador |
| 2005 | Premi Martín Fierro | participació especial masculina             | Una familia especial               | Nominat   |
| 2005 | Premi Martín Fierro | actor protagonista d’ unitari i/o minisèrie | Botines i Mujeres asesinas         | Nominat   |
| 2006 | Premi Martín Fierro | actor protagonista d’unitari i/o minisèrie  | Mujeres asesinas                   | Nominat   |
| 2007 | Premi Martín Fierro | participació especial en ficció             | Mujeres de nadie                   | Nominat   |
| 2007 | Premi Martín Fierro | actor protagonista d'unitari i/o minisèrie  | Cuentos de Fontanarrosa i 200 años | Nominat   |
| 2007 | Premi Clarín        | actor dramàtic                              | 200 años                           | Nominat   |
| 2008 | Premi Martín Fierro | actor protagonista d'unitari i/o minisèrie  | Mujeres asesinas                   | Nominat   |
| 2009 | Premi Martín Fierro | actor de repartiment en drama               | Tratame bien                       | Nominat   |
| 2009 | Premi Clarín        | actor dramàtic                              | Tratame bien                       | Nominat   |
| 2016 | Premi Ace           | Director                                    | Vidé/ la muerte móvil              | Guanyador |